# Викулов, Сергей Васильевич (танцовщик)
Серге́й Васи́льевич Вику́лов (род. 11 ноября 1937, Ленинград, СССР) — советский артист балета, педагог и хореограф, солист Ленинградского театра оперы и балета в 1956—1988 годах; педагог-репетитор Мариинского театра (с 1998), народный артист СССР (1976).

## Биография
Сергей Викулов родился 11 ноября 1937 года в Ленинграде (ныне — Санкт-Петербург), в семье художников. В 1956 году окончил Ленинградское хореографическое училище по классу Феи Балабиной, после чего был принят в балетную труппу Ленинградского театра оперы и балета им. Кирова. Классический танцовщик лирического амплуа, он обладал большим и лёгким прыжком, благородными манерами, искусством дуэтного танца. Был солистом театра до 1988 года. 
В 1977 году окончил балетмейстерское отделение Ленинградской консерватории (педагог Константин Сергеев). В 1970—1980-е годы ставил хореографические номера и одноактные спектакли для выпускных концертов Ленинградского хореографического училища и для творческих вечеров артистов балета, также делал хореографию для телевидения и драматического театра. В 1986—1989 годах преподавал на балетмейстерском отделении Ленинградской консерватории курс «Мастерство балетмейстера». 
Начиная с 1998 года работает педагогом-репетитором в родном театре. Также даёт мастер-классы в Европе, США, Японии.
В течение ряда лет был арт-директором Эрмитажного театра (Санкт-Петербург). С середины 1990-х годов работал в труппе «Балет Манилы» (Филиппины), где поставил свои версии балетов «Тщетная предосторожность» (1998) и «Ромео и Джульетта» (2001).

## Репертуар
- 1956 — «Шопениана» на музыку Ф. Шопена — Юноша
- 1957 — «Спящая красавица» П. И. Чайковского — Голубая птица
- 1957 — «Лебединое озеро» П. И. Чайковского — Па-де-труа
- 1957 — «Раймонда» А. К. Глазунова — Гран-па
- 1958 — «Бахчисарайский фонтан» Б. В. Асафьева — Юноша
- 1959 — «Хореографические миниатюры» («Вечная весна» на музыку К. Дебюсси и «Конькобежцы» на музыку Б. П. Кравченко)
- 1960 — «Спящая красавица» П. И. Чайковского — Кавалер Авроры
- 1960 — «Жизель» А. Адана — Па-де-де I акта
- 1960 — «Отелло» А. Д. Мачавариани — Родриго (первый исполнитель)
- 1961 — «Лебединое озеро» П. И. Чайковского — Зигфрид
- 1961 — «Легенда о любви» А. Д. Меликова — друг Ферхада
- 1961 — «Ленинградская симфония» на музыку Д. Д. Шостаковича — Юноша
- 1962 — «Бахчисарайский фонтан» Б. В. Асафьева — Вацлав
- 1962 — «Баядерка» Л. Минкуса — Солор
- 1962 — «Лауренсия» А. А. Крейна — Юноша
- 1962 — «Ромео и Джульетта» С. С. Прокофьева — Парис, Трубадур
- 1962 — «Вальпургиева ночь» в опере Ш. Гуно «Фауст» — Вакх
- 1963 — «Раймонда» А. К. Глазунова — Трубадур
- 1960 — «Спящая красавица» П. И. Чайковского — Дезире
- 1964 — «Раймонда» А. К. Глазунова — Жан де Бриен
- 1964 — «Конёк-Горбунок» Ц. Пуни — Гений вод
- 1964 — «Золушка» С. С. Прокофьева — Кавалер
- 1964 — «Тарас Бульба» В. П. Соловьёва-Седого — Андрей
- 1964 — «Корсар» на музыку А. Адана, Л. Делиба, Р. Дриго, Ц. Пуни  — Па-де-де
- 1965 — «Золушка» С. С. Прокофьева — Принц
- 1965 — «Щелкунчик» П. И. Чайковского — Принц
- 1966 — «Жизель» А. Адана — Альберт
- 1966 — Гран-па из балета «Пахита» — солист
- 1968 — «Эсмеральда» Ц. Пуни — Актеон
- 1968 — «Ромео и Джульетта» С. С. Прокофьева — Меркуцио
- 1975 — «Ромео и Джульетта» С. С. Прокофьева — Ромео

## Постановки
- 1966 — «Кориолан» на музыку Л. ван Бетховена («Камерный балет» под руководством П. А. Гусева (ныне Театр балета им. Л. Якобсона)
- 1977 — «Классическая симфония» на музыку С. С. Прокофьева (выпускной спектакль Ленинградского хореографического училища)
- 1996 — концертная программа (Манильский балет, Филиппины)
- 1998 — «Тщетная предосторожность» П. Л. Гертеля (Манильский балет, Филиппины)
- 2000 — «Жизель» А. Адана (ассистент при постановке балета в Шведском королевском балете).
- 2001 — «Ромео и Джульетта» П. И. Чайковского (Манильский балет, Филиппины)
- Также является автором либретто и хореографии балетов: «Остров мёртвых» С. Рахманинова, «Манфред» П. Чайковского, «Десятая симфония» Д. Шостаковича, «Дон Жуан» Р. Штрауса и разных концертных номеров для театра и телевидения.

## Фильмография
Телефильмы-концерты
- 1969 — «Русские этюды» (стереофильм)
- 1973 — «Русские классические дуэты»
- 1975 — «Принц и Золушка».

Постановки для телевидения (1980-е):
- «Ромео и Джульетта» на музыку П. И. Чайковского
- «Дон Жуан» на музыку Р. Штрауса
- «Смерть Изольды» на музыку Р. Вагнера.

## Награды и звания
- 1964 — I премия Международного конкурса артистов балета в Варне, Болгария
- 1965 — Премия Вацлава Нижинского Парижской академии танца
- 1966 — Заслуженный артист РСФСР
- 1970 — Народный артист РСФСР
- 1970 — Почётная грамота Президиума Верховного Совета Азербайджанской ССР[3]
- 1976 — Народный артист СССР
- 2010 — Орден Дружбы[4]
- Медаль ордена «За заслуги перед Отечеством» II степени[5]
- титул «Человек года-1996» Американского биографического института.